# Tym (dopływ Obu)
Tym (ros. Тым) – rzeka w azjatyckiej części Rosji, prawy dopływ Obu. Przepływa przez terytorium Kraju Krasnojarskiego i obwodu tomskiego.
Długość rzeki – 950 km, powierzchnia zlewni – 32 300 km², średni przepływ 250 m³/s.
Główne dopływy: Kosies i Sangilka.
Miejscowości położone nad rzeką: Wianżilkynak, Napas, Mołodiożnyj, Niegotka, Ust-Tym. Wbrew nazwie wieś Tymsk leży nie nad Tymem, a nad Obem, kilka kilometrów dalej niż ujście Tymu.